# Едуард Фрідріх Поппіг
Едуард Фрідріх Поппіг (нім. Eduard Friedrich Poeppig; 1798–1868) — німецький ботанік, зоолог і дослідник.

## Біографія
Поппіг народився в Плауені (Саксонія). Він вивчав медицину та природничу історію в Лейпцизькому університеті, який закінчив зі ступенем лікаря. Після закінчення навчання ректор університету дав йому ботанічну місію до Північної та Південної Америки. Йому фінансово допомогла невелика група друзів і вчених у Лейпцигу, серед яких був ботанік Крістіан Фрідріх Швегріхен, який в обмін отримав набори зразків. Згодом він працював натуралістом на Кубі (1823–24) і в Пенсільванії (1824–26). 1826 року він вирушив до Вальпараїсо (Чилі), і провів кілька років, виконуючи наукові дослідження в Чилі, Перу та Бразилії . Результати своєї подорожі Південною Америкою він опублікував у праці «Reise in Chile, Peru und auf dem Amazonenstrome, während der Jahre 1827—1832» (2 томи).
Восени 1832 року він повернувся до Німеччини зі значними зоологічними та ботанічними колекціями — кількома сотнями опудал тварин, колекцією етнографічних предметів і понад 17 тис. висушених рослин. Протягом наступного року він став доцентом Лейпцизького університету, а у 1834 році був призначений директором його зоологічного музею. 1846 року він отримав звання повного професора в Лейпцигу, і залишався на цій посаді до своєї смерті в 1868 році Він зробив внесок у створення наукового музею в Лейпцигу і заповів йому частину своїх колекцій, а решту було відправлено до музеїв Берліна та Відня.
У Південній Америці він описав численні нові види рослин. Його ботанічний magnum opus «Nova genera ac Species Plantarum quas in regno, Chiliensi, Peruviano, ac Terra Amazonica, anni 1827—1832 lectarum, був опублікований у трьох томах». У ньому він описав 31 новий рід і 477 нових видів рослин. Над першими двома томами він співпрацював зі Штефаном Ендліхером.

## Епоніми
Рід рослин Poeppigia названо на його честь, як і таксони зі специфічними епітетами poeppigi, poeppigii та poeppigiana. Кілька прикладів: срібляста шерстиста мавпа (Lagothrix poeppigii), змія Atractus poeppigi, жаба Rhinella poeppigii, орхідея Campylocentrum poeppigii, вид покритонасінних Guatteria poeppigiana.

## Праці
- Fragmentum synopseos plantarum phanerogamarum, (1833). (in Latin).
- Selbstanzeige der Reisebeschreibung in Blätter für literarische Unterhaltung, (1835). (in German).
- Reise in Chile, Peru und auf dem Amazonenstrome während der Jahre 1827—1832 (Travel in Chile, Peru, and on the Amazon river during the years 1827—1832), 2 volumes (1834-36). (in German).
- Nova genera ac species plantarum, quas in regno Chilensi Peruviano et in terra Amazonica: annis MDCCCXXVII ad MDCCCXXXII (with Stephan Ladislaus Endlicher), (1835–45). (in Latin).
- Reise nach den Vereinigten Staaten (Travel to the United States), (1837). (in German).
- Über alte und neue Handelswege nach der Westküste Amerikas (On old and new trade routes to the west coast of the Americas), (1838). (in German).
- Landschaftliche Ansichten und erlauternde Darstellungen (Views of countryside with explanation), (1839). (in German).

Поеппіг був основним автором етнологічних, географічних і біологічних статей про Америку для Allgemeine Encyclopaedie, під редакцією Ерша та Грубера.